# Saint-Maurice-aux-Riches-Hommes
Saint-Maurice-aux-Riches-Hommes è un comune francese di 408 abitanti situato nel dipartimento della Yonne nella regione della Borgogna-Franca Contea.

## Storia

### Simboli
Nel 1985 il comune ha adottato come proprio stemma l'emblema della famiglia de Traînel.

## Società

### Evoluzione demografica
Abitanti censiti